# Hazomalania voyronii
Hazomalania voyronii är en tvåhjärtbladig växtart som först beskrevs av Jumelle, och fick sitt nu gällande namn av René Paul Raymond Capuron. Hazomalania voyronii ingår i släktet Hazomalania och familjen Hernandiaceae. Inga underarter finns listade i Catalogue of Life.